# Río Recio
El río Recio es un río de Colombia, que nace en el volcán Nevado del Ruiz y desemboca en el río Magdalena. Tiene una extensión de 112 km.

## Geografía
El río Recio nace en volcán Nevado del Ruiz, a una altitud de 5000 m s. n. m. Su recorrido es por el departamento del Tolima, atravesando los municipios de Murillo y Ambalema. Divide parte de los municipios de Lérida, Líbano, Venadillo y es tributario del río Magdalena, cerca de la población de Ambalema.